# Barney Holden

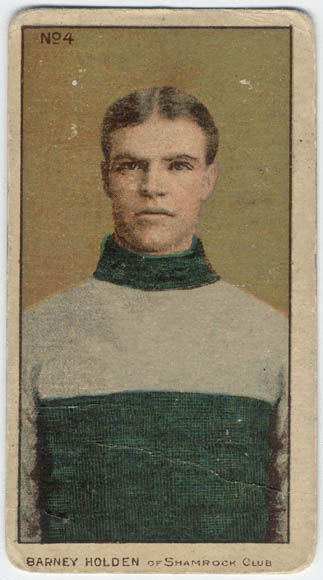
Barney Holden med Montreal Shamrocks på Imperial Tobaccos hockeykort från 1911.

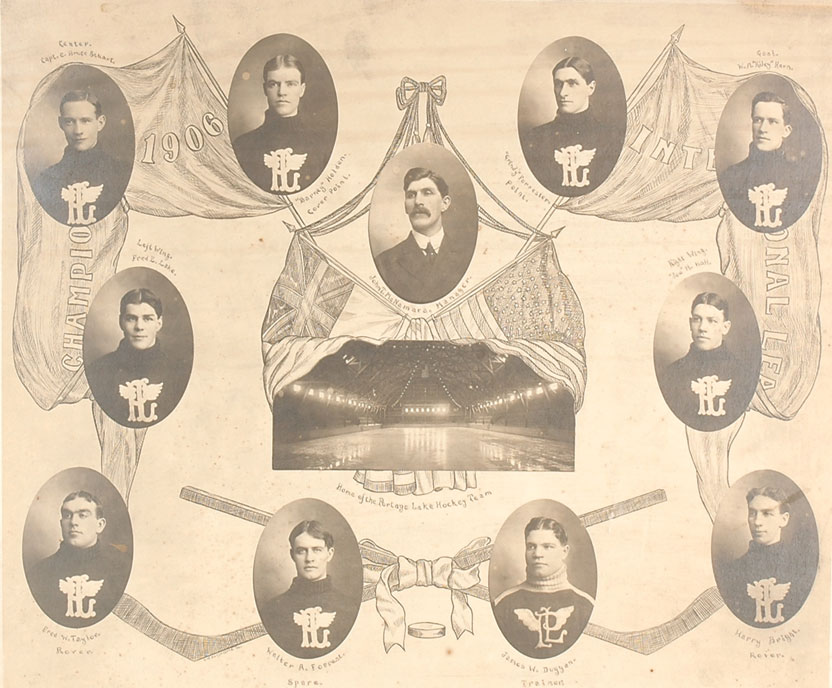
Barney Holden, tvåa från vänster i översta raden, med Portage Lakes Hockey Club säsongen 1905–06.

Bernard "Barney" Holden, född 21 mars 1881 i Winnipeg, död 27 oktober 1948 i Burnaby, var en kanadensisk professionell ishockeyspelare.

## Karriär
Barney Holden inledde sin professionella ishockeykarriär med Portage Lakes Hockey Club i den första helprofessionella ishockeyligan IPHL säsongen 1904–05. Holden är tillgodoräknad det första målet i ligan då han gjorde målet till 1-0 för Portage Lakes Hockey Club på bortaplan mot Pittsburgh Professionals i Duquesne Gardens, Pittsburgh, den 9 december 1904. Holden spelade för Portage Lakes i tre säsonger tills IPHL lades ner efter säsongen 1906–07, och vann två ligatitlar med klubben 1905–06 och 1906–07.
1907–1909 spelade Holden för Winnipeg Maple Leafs i Manitoba Hockey Association. I mars 1908 spelade Maple Leafs om Stanley Cup mot mästarna från Eastern Canada Amateur Hockey Association Montreal Wanderers. Wanderers gick dock segrande ur dubbelmötet med siffrorna 11-5 och 9-3.
Säsongerna 1910 och 1910–11 spelade Holden för Montreal Shamrocks och Quebec Bulldogs i National Hockey Association. Därefter avslutade han karriären med spel för Saskatoon Wholesalers i Saskatchewan Professional Hockey League säsongen 1911–12.

## Statistik
MHL = Manitoba Hockey Association, CHA = Canadian Hockey Association, SKPHL = Saskatchewan Professional Hockey League
| 1904–05            | Portage Lakes Hockey Club | IPHL               | 24 | 9  | 0 | 9  | 47  | – | – | – | – | –  |
| 1905–06            | Portage Lakes Hockey Club | IPHL               | 20 | 9  | 0 | 9  | 31  | – | – | – | – | –  |
| 1906–07            | Portage Lakes Hockey Club | IPHL               | 20 | 4  | 3 | 7  | 35  | – | – | – | – | –  |
|                    | Winnipeg Strathconas      | MHL                | 1  | 1  | 0 | 1  | –   | – | – | – | – | –  |
| 1907–08            | Winnipeg Maple Leafs      | MHL                | 15 | 4  | 0 | 4  | –   | – | – | – | – | –  |
|                    |                           | Stanley Cup        | –  | –  | – | –  | –   | 2 | 0 | 0 | 0 | 2  |
| 1908–09            | Winnipeg Maple Leafs      | MHL                | 9  | 3  | 4 | 7  | 9   | 2 | 1 | 0 | 1 | 0  |
| 1909–10            | Montreal Shamrocks        | CHA                | 3  | 1  | 0 | 1  | –   | – | – | – | – | –  |
| 1910               | Montreal Shamrocks        | NHA                | 12 | 5  | 0 | 5  | 23  | – | – | – | – | –  |
| 1910–11            | Quebec Bulldogs           | NHA                | 16 | 4  | 0 | 4  | 40  | – | – | – | – | –  |
| 1911–12            | Saskatoon Wholesalers     | SKPHL              | 7  | 6  | 0 | 6  | –   | – | – | – | – | –  |
|                    |                           | Stanley Cup        | –  | –  | – | –  | –   | 1 | 0 | 0 | 0 | 12 |
| IPHL totalt        | IPHL totalt               | IPHL totalt        | 64 | 22 | 3 | 25 | 113 | – | – | – | – | –  |
| NHA totalt         | NHA totalt                | NHA totalt         | 28 | 9  | 0 | 9  | 63  | – | – | – | – | –  |
| Stanley Cup totalt | Stanley Cup totalt        | Stanley Cup totalt | –  | –  | – | –  | –   | 3 | 0 | 0 | 0 | 14 |

Statistik från eliteprospects.com